# Non per la gloria
Non per la gloria  (Not for Glory) è un romanzo di fantascienza del 1988 dello scrittore canadese Joel Rosenberg, di genere avventuroso, utopico ed etnografico su un'immaginaria comunità ebraica tradizionalista, su una colonia planetaria quale nuova Terra Promessa.

## Trama
Metzada, in onore della storica fortezza, è un pianeta arido della stella Epsilon Indi e di recente colonizzazione, il cui sottosuolo è popolato da comunità ebraiche di origine terrestre. Nonostante la tecnologia e le notevoli conoscenze scientifiche, vige la Legge mosaica e le antiche convenzioni tribali. Pur di garantirsi la sopravvivenza in un ambiente inospitale, la società di Metzada offre servizi mercenari agli altri sistemi, governati da grandi corporazioni commerciali e sovente in guerra, avvalendosi dell'ottimo addestramento e delle competenze militari.
Shimon Bar El, valente alto ufficiale, è dovuto fuggire dal pianeta perché caduto in disgrazia per esser venuto meno alle usanze, probabilmente per non aver sposato una cognata vedova, in quanto vige la poligamia come nell'Antichità. Suo nipote Tetsuo Hanavi, di sangue asiatico, è sulle sue tracce su una colonia dove vigono anarchia e criminalità, inizialmente per eseguire la sua condanna a morte poi per richiamarlo in una guerra in un altro pianeta. I flashback e le frammentarie considerazioni del giovane militare, fanno presumere una trascorsa nuova guerra mondiale e un ulteriore tentativo di annientamento del popolo ebraico - qui indicato come "Secondo Olocausto" - seguito da nuova diaspora tra le stelle.

## Edizioni
- Joel Rosenberg, Not for Glory, 1988.
- Joel Rosenberg, Non per la gloria, traduzione di Massimo Patti, Urania n. 1103, Arnoldo Mondadori Editore, 1989.